# جان کالینز (بازیکن فوتبال، زاده ۱۹۶۸)
جان کالینز (انگلیسی: John Collins؛ زادهٔ ۳۱ ژانویهٔ ۱۹۶۸) بازیکن سابق و مربی اهل اسکاتلند است.
وی سابقه بازی در تیم‌های باشگاه فوتبال هیبرنین، سلتیک، موناکو، اورتون و باشگاه فوتبال فولام و همچنین ۵۸ بازی ملی برای تیم ملی فوتبال اسکاتلند در کارنامه دارد.